# Chicago Mercantile Exchange

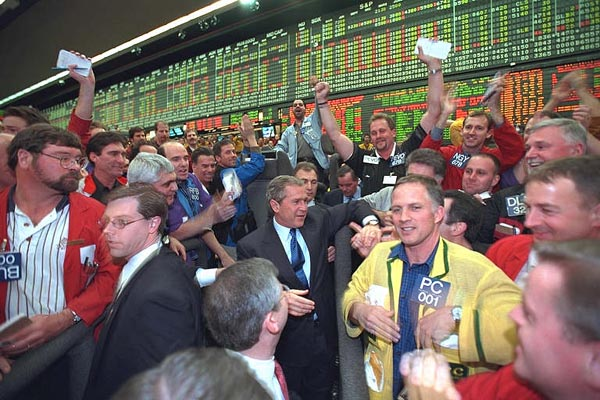
Wizyta prezydenta USA George’a W. Busha na CME (6 marca 2001)

Chicago Mercantile Exchange (CME) – amerykańska giełda instrumentów pochodnych z siedzibą w Chicago.
CME została założona w 1898 r. jako Chicago Butter and Egg Board (Giełda masła i jajek w Chicago). Początkowo giełda działała jako organizacja non-profit. 
12 lipca 2007 CME połączyła się z Chicago Board of Trade.
Na CME notowane jest kilka typów instrumentów finansowych: kontrakty na stopę procentową, akcje, waluty, i towary. Notowane są również derywaty pogodowe.